# Список депутатов Верховного Совета БАССР 12-го созыва
Список депутатов Верховного Совета БАССР двенадцатого созыва — последний созыв депутатов Верховного Совета БАССР.
Верховный Совет Республики Башкортостан XII созыва избран в марте 1990 года в составе 267 депутатов. Затем он пополнялся после проведения дополнительных выборов по отдельным округам, так как Конституцией предусмотрено, что в Верховном Совете 280 народных депутатов.
1 января 1991 года избран Борисов, Константин Алексеевич, Ново-Александровский избирательный округ № 51
17 марта 1991 года — Емченко, Владимир Степанович, Тирлянский избирательный округ № 80
15 мая 1990 года — Протопопов, Владимир Васильевич, Камский избирательный округ № 99
6 января 1991 года — Ялаев, Тимерьян Сахабетдинович, Новобалтачевский избирательный округ № 269
7 февраля 1993 года — Сигаков, Николай Иванович, Мусинский избирательный округ № 113
17 июня 1992 года — Фаррахетдинов, Равиль Гуссаметдинович, Нижегородский избирательный округ № 29
20 мая 1992 года — Зайцев, Михаил Алексеевич, Северо-Пасадский избирательный округ № 67
20 мая 1992 года — Заяша, Владимир Николаевич, Губкинский избирательный округ № 106
Таким образом, Владимир Николаевич Заяша/Заяш стал последним избранным депутатом Верховного Совета БАССР

## История
Верховный Совет Башкирской АССР был образован согласно Конституции БАССР 1937 года. Верховный Совет Башкирской АССР является высшим органом государственной власти в Башкирской АССР, правомочным решать все вопросы, отнесенные Конституцией СССР, Конституцией РСФСР и Конституцией Башкирской АССР к ведению Башкирской АССР. Деятельность Верховного Совета Башкирской АССР основывается на коллективном, свободном, деловом обсуждении и решении вопросов, гласности, регулярной отчетности перед Верховным Советом Башкирской АССР создаваемых им органов, широком привлечении граждан к управлению государственными и общественными делами, постоянном учёте общественного мнения.
Осуществление Верховным Советом Башкирской АССР своих полномочий строится на основе активного участия в его работе каждого депутата Верховного Совета Башкирской АССР. Депутат осуществляет свои полномочия, не порывая с производственной или служебной деятельностью.
До 1970-х годов Верховный Совет Башкирской АССР размещался по адресу: БАССР, г. Уфа, ул. Пушкина, д. 106.

## Депутатский корпус
Члены Президиума Верховного Совета Республики Башкортостан XII созыва. 1993 г.
Рахимов М. Г. — Председатель Верховного Совета Республики Башкортостан.
Демин С. Ю. — первый заместитель Председателя Верховного Совета Республики Башкортостан, с октября 1994 года — Председатель Верховного Совета Республики Башкортостан
Мусин Р. С. — заместитель Председателя Верховного Совета Республики Башкортостан (трагически погиб 9 марта 1994 года).
Шаретдинов Э. Ф. — с марта 1994 года заместитель Председателя Верховного Совета Республики Башкортостан
Даутов В. Ю.
Шаяхметов И. Т.
Аюпов М. А.
Горбунов Игорь Алексеевич
Список избранных: 
- Абайдуллин, Ишмурат Гайфуллович — от Урман-Бишкадакского избирательного округа № 215 Ишимбайского района.
- Абдрахманов, Анвар Муллагалиевич — от Раевского избирательного округа № 154 Альшеевского района.
- Абдрахманов, Ильяс Ахметович — от Учалинского избирательного округа № 148
- Абдрашитов, Раиль Абдуллович — от Ермолаевского избирательного округа № 232 Куюргазинского района.
- Абдульманов, Гусман Гайнанович — от Краснознаменского избирательного округа № 128 г. Стерлитамака.
- Абсалямов, Рафаил Ризович — от Красногвардейского избирательного округа № 127 г. Стерлитамака.
- Аверьянов, Дмитрий Васильевич — от Зилаирского избирательного округа № 206 Зилаирского района.
- Азнабаев, Марат Талгатович — от Таймасовского избирательного округа № 233 Куюргазинского района.
- Азнабаев, Румиль Талгатович — от Дияшевского избирательного округа № 167 Бакалинского района.
- Азнагулов, Венир Галимьянович — от Мраковского избирательного округа № 230 Кугарчинского района.
- Акбуляков, Манзави Мухаматович — от Караидельского избирательного округа № 219 Караидельского района.
- Аликин, Владимир Александрович — от Феринского избирательного округа № 12, Калининского района г. Уфы.
- Алимгафаров, Рифхат Зайнагетдинович — от Шаймуратовского избирательного округа № 224 Кармаскалинского района.
- Андреев, Алексей Васильевич — от Красноключевского избирательного округа № 245 Нуримановского района.
- Андреев, Иван Ильич — от Тукаевского избирательного округа № 24 Кировского района г. Уфы.
- Аптулманов, Алексей Аптулманович — от Чураевского избирательного округа № 241 Мишкинского района.
- Артемьев, Ринат Александрович — от Невского избирательного округа № 48 икидзевского района г. Уфы.
- Асадуллин, Диас Талгатович — от Магинского избирательного округа № 220 Караидельского района.
- Ахмадеев, Амир Муллагалеевич — Народный депутату Аксеновского избирательного округа № 153 Альшеевского района.
- Ахметов, Роберт Салимович — от Фабричного избирательного округа № 42 Октябрьского района г. Уфы.
- Ахметов, Спартак Галеевич — от Юбилейного избирательного округа № 139 г. Стерлитамака.
- Ахтямов, Азат Зиннатович — от Аскаровского избирательного округа № 151 Абзелиловского района.
- Багаутдинов, Гамиль Амирович — от Михайловского избирательного округам № 260 Уфимского района.
- Багаутдинов, Марат Рифович — от Дорожного избирательного округа № 98 г. Нефтекамска.
- Байтимиров, Абубакир Хусаинович — от Белокатайского избирательного округа № 173 Белокатайского района.
- Бакулин, Алексей Вениаминович — от Революционного избирательного округа № 81 г. Бирска.
- Барсуков, Анатолий Иванович — от Коммунистического избирательного округа № 126 г. Стерлитамака.
- Бартенев, Евгений Константинович — от Садового избирательного округа № 117 г. Салавата.
- Баширов, Ракит Габитович — от Иглинского избирательного округа № 209г Иглинского района.
- Бобер, Николай Васильевич — от Школьного избирательного округа № 82 г. Бирска.
- Бобылёв, Пётр Миронович — от Ломоносовского избирательного округа № 92 г. Кумертау.
- Бобылёв, Юрий Яковлевич — от Щербаковского избирательного округа № 57 Орджоникидзевского района г. Уфы.
- Борзенко, Валентин Иванович — от Восточного избирательного округа № 112 г. Салавата.
- Борисов, Константин Алексеевич — от Ново-Александровского избирательного округа № 51 Орджоникидзевского района г. Уфы.
- Бочков, Валентин Алексеевич — от Матросовского избирательного округа № 93 г. Кумертау.
- Брянцев, Борис Иванович — от Аксаковского избирательного округа № 70 г. Белебея.
- Бугера, Михаил Евгеньевич — от Оренбургского избирательного округа № 65 Советского района г. Уфы.
- Буйлов, Александр Сергеевич — от Волгоградского избирательного округа № 71 г. Белебея.
- Булатов, Салават Габдуллович — от Петровского избирательного округа № 214 Ишимбайского района.
- Васиков, Шамиль Васильевич — от Нуримановского избирательного округа № 246 Нуримановского района.
- Васильев, Петр Клавдиевич — от Нефтяного избирательного округа № 102 г. Нефтекамска.
- Васюк, Григорий Иванович — от Дзержинского избирательного округа № 27 Ленинского района г. Уфы.
- Васютин, Иван Федорович — от Металлургического избирательного округа № 77 г. Белорецка.
- Вахитов, Наиль Шарафович — от Тайрукского избирательного округа № 89 г. Ишимбая.
- Вахитов, Риф Хайруллович — от Малоязовского избирательного округа № 247 Салаватского района.
- Вахитов, Шамиль Хуснуллович — от Воскресенского избирательного округа № 236 Мелеузовского района.
- Вахитова, Лена Нуруллиновна — от Карамалы-Губеевского избирательного округа № 256 Туймазинского района.
- Вильданов, Ахмет Шафикович — от Уртакульского избирательного округа № 187 Буздякского района.
- Габдуллин, Тагир Хажмухаметович — от Альмухаметовского избирательного округа № 150 Абзелиловского района.
- Гаврилов, Александр Васильевич — от Свердловского избирательного округа № 31 Ленинского района г. Уфы.
- Газизов, Ядкар Хайдарович — от Зильдяровского избирательного округа № 243 Миякинского района.
- Гайнуллин, Флюр Музипович — от Прибельского избирательного округа № 223 Кармаскалинского района.
- Гайсин, Салават Мухтарович — от Социалистического избирательного округа № 147 г. Учалы.
- Гайфуллин, Вакиф Шагмуратович — от Байрамгуловского избирательного округа № 263 Учалинского района.
- Галеев, Сулейман Ахметдинович — от Усеньковского избирательного округа № 145 г. Туймазы.
- Галиаскаров, Рифгат Хазиакбарович — от Байкибашевского избирательного округа № 218 Караидельского района.
- Галиев, Асгат Талгатович — от Мусинского избирательного округа № 113 г. Салавата.
- Галиев, Ринат Газимович — от Миякинского избирательного округа № 244 Миякинского района.
- Галимов, Анвар Габдуллович — от Старосуллинского избирательного округа № 203 Ермекеевского района.
- Галимов, Шамиль Мияссарович — от Метевбашевского избирательного округа № 172 Белебеевского района.
- Галимуллин, Равиль Зиянгирович — от Чишминского избирательного округа № 274 Чишминского района.
- Галямшин, Ренат Биктимирович — от Татышлинского избирательного округа .№ 255 Татышлинского района.
- Гареев, Риф Рахимович — от Северо-Посадского избирательного округа № 67 Советского района г. Уфы.
- Гарипов, Фаузи Гарипович — от Ванышевского избирательного округа № 188 Бураевского района.
- Гатауллин, Ринат Фазлтдинович — от Чапаевского избирательного округа № 69 Советского района г. Уфы.
- Гафуров, Мадриль Абдрахманович — от Александро-Невского избирательного округа № 4 Калининского района г. Уфы.
- Гибатов, Франгиль Гиззатович — от Батырского избирательного округа № 17 Кировского района г. Уфы.
- Гилязетдинов, Мухамет Миниярович — от Бижбулякского избирательного округа № 179 Бижбулякского района.
- Гимаев, Рагиб Насретдинович — от Юлдыбаевекого избирательного округа № 207 Зилаирского района.
- Горбань, Виталий Иванович — от Автозаводского избирательного округа № 105 г. Октябрьского.
- Горбунов, Игорь Алексеевич — от Вельского избирательного округа № 44 Орджоникидзевского района г. Уфы.
- Горшечников, Анатолий Васильевич — от Бузовьязовского избирательного округа № 221 Кармаскалинского района.
- Гришенков, Анатолий Яковлевич — от Серафимовского избирательного округа № 144 г. Туймазы.
- Гугучкин, Виктор Иванович — от Рощинского избирательного округа № 252 Стерлитамакского района.
- Гумеров, Асгат Галимьянович — от Ладыгинского избирательного округа № 34 Октябрьского района г. Уфы.
- Гумеров, Камиль Амирович — от Красноармейского избирательного округа № 72 г. Белебея.
- Давлетов, Шайхенур Рамазанович — от Николо-Березовского избирательного округа № 228 Краснокамского района.
- Даутов, Салават Ахатович — от Южного избирательного округа № 121 г. Салавата.
- Дегтярёв, Николай Егорович — от Профилакторного избирательного округа № 115 г. Салавата.
- Дёмин, Юрий Сергеевич — от Рабкоровского избирательного округа № 22 Кировского района г. Уфы.
- Дорин, Вячеслав Николаевич — от Нижегородского избирательного округа № 29 Ленинского района г. Уфы.
- Дубовский, Анатолий Николаевич — от Фурмановского избирательного округа № 13 Калининского района г. Уфы.
- Дусов, Данис Акрамович — от Насибашевского избирательного округа № 248 Салаватского района.
- Егоров, Игорь Владимирович — от Первомайского избирательного округа № 52 Орджоникидзевского района г. Уфы.
- Емченко, Владимир Степанович — от Тирлянского избирательного округа № 80 г. Белорецка.
- Еникеев, Зуфар Иргалиевич — от Тубинского избирательного округа № 165 Баймакского района.
- Еникеева, Светлана Ахметовна — от Демского избирательного округа № 1 Демского района г. Уфы.
- Жиганов, Виктор Викторович — от Фрунзенского избирательного округа № 26 Кировского района г. Уфы.
- Жукова, Раиса Васильевна — от Менделеевского избирательного округа № 61 Советского района г. Уфы.
- Журавлёв, Вячеслав Васильевич — от Нагумановского избирательного округа № 130 г. Стерлитамака.
- Журин, Николай Семенович — от Пионерского избирательного округа № 133 г. Стерлитамака.
- Зайцев, Михаил Алексеевич — от Северо-Посадского избирательного округа № 67 Советского района г. Уфы.
- Закиров, Ринат Закирович — от Курдымского избирательного округа № 254 Татышлинского района.
- Зарипов, Риф Ахматнурович — от Айбулякского избирательного округа № 277 Янаульского района.
- Заяш, Владимир Николаевич — от Губкинского избирательного округа № 106 г. Октябрьского.
- Звонов, Виктор Алексеевич — от Ольховского избирательного округа № 132 г. Стерлитамака.
- Зиязов, Назир Загитович — от Янаульского избирательного округа № 280 Янаульского района.
- Зюрин, Виктор Григорьевич — от Паркового избирательного округа № 103 г. Нефтекамска.
- Иванов, Пётр Федотович — от Островского избирательного округа № 143 г. Туймазы.
- Идиятуллин, Хасан Сагитзянович — от Улу-Телякского избирательного округа № 210 Иглинского района.
- Идрисов, Махмутзян Мударисович — от Редькинского избирательного округа № 229 Краснокамского района.
- Изотова, Татьяна Алексеевна — от Технического избирательного округа № 55 Орджоникидзевского района г. Уфы.
- Ильчигулов, Евгений Иликбаевич — от Калтасинского избирательного округа № 216 Калтасинского района.
- Имамгаязов, Мазит Имамгаязович — от Стариковского избирательного округа № 84 г. Благовещенска.
- Исламов, Рашит Таракиевич — от Нижнекарышевского избирательного округа № 170 Балтачевского района.
- Исмагилова, Альфия Ибрагимовна — от Спортивного избирательного округа № 40 Октябрьского района г. Уфы.
- Ишмуратов, Миннираис Миннигалиевич — от Ишлинского избирательного округа № 159 Аургазинского района.
- Кавардаков, Владимир Александрович — от Аскинского избирательного округа № 157 Аскинского района.
- Кадыров, Рафис Фаизович — от Молодежного избирательного округа № 63 Советского района г. Уфы.
- Казыханов, Виль Суфиянович — от Горшковского избирательного округа № 85 г. Дюртюли.
- Кальной, Анатолий Иванович — от Речного избирательного округа № 116 г. Салавата.
- Камалетдинов, Венер Хаернасович — от Тановского избирательного округа № 183 Благоварского района.
- Камалов, Атлас Закирович — от Лемез-Тамакского избирательного округа № 239 Мечетлинского района.
- Каракуц, Владимир Никитович — от Нефтезаводского избирательного округа № 50 Орджоникидзевского района г. Уфы.
- Каримов, Азат Ахматханович — от Горного избирательного округа № 146 г. Учалы.
- Катаев, Николай Анатольевич — от Перовского избирательного округа № 20 Кировского района г. Уфы.
- Катков, Алексей Алексеевич — от Промыслового избирательного округа № 88 г. Ишимбая.
- Каусаров, Роберт Дамирович — от Строительного избирательного округа № 54 Орджоникидзевского района г. Уфы.
- Каюпов, Фарит Гараевич — от Стерлибашевского избирательного округа № 249 Стерлибашевского района.
- Кинзягулов, Барый Исмаевич — от Красноусольского избирательного округа № 193 Гафурийского района.
- Кирилова, Татьяна Александровна — от Чкаловского избирательного округа № 90 г. Ишимбая.
- Кнакис, Альберт Антонович — от Шакшинского избирательного округа № 16 Калининского района г. Уфы.
- Ковалев, Анатолий Андреевич — от Новиковского избирательного округа № 64 Советского района г. Уфы.
- Копсов, Анатолий Яковлевич — от Старокуручевского избирательного округа № 168 Бакалинского района.
- Корнилов, Анатолий Степанович — от Булгаковского избирательного округа № 259 Уфимского района.
- Корольков, Григорий Прокофьевич — от Нурского избирательного округа № 78 г. Белорецка.
- Корольков, Юрий Васильевич — от Нарышевского избирательного округа № 109 г. Октябрьского.
- Котов, Александр Тимофеевич — от Центрального избирательного округа № 120 г. Салавата.
- Крицкий, Иван Романович — от Майского избирательного округа № 87 г. Ишимбая.
- Крючков, Анатолий Иванович — от Большеустьикинского избирательного округа № 238 Мечетлинского района.
- Куватов, Дамир Мударисович — от Исянгуловского избирательного округа № 205 Зианчуринского района.
- Кудашев, Шамиль Закирович — от Турсагалинского избирательного округа № 161 Аургазинского района.
- Кузбеков, Рустэм Сулейманович — от Нахимовского избирательного округа № 131 г. Стерлитамака.
- Кузнецов, Анатолий Васильевич — от Володарского избирательного округа № 59 Советского района г. Уфы.
- Кузнецов, Анатолий Игнатьевич — от Стеклозаводского избирательного округа № 118 г. Салавата.
- Кузьменко, Владимир Петрович — от Северного избирательного округа № 53 Орджоникидзиевского района г. Уфы.
- Кулагин, Евгений Анатольевич — от Лесопаркового избирательного округа № 35 Октябрьского района г. Уфы.
- Лаврентьев, Владимир Николаевич — от Куйбышевского избирательного округа № 76 г. Белорецка.
- Ларионов, Иван Александрович — от Пушкинского избирательного округа № 21 Кировского района г. Уфы.
- Латыпов, Ахат Фасхутдинович — от Степного избирательного округа № 74 г. Белебея.
- Латыпов, Наиль Миниахметович — от Седовского избирательного округа № 83 г. Благовещенска.
- Лебедьков, Валерий Иванович — от Кремлёвского избирательного округа № 8 Калининского района г. Уфы.
- Литюшкин, Петр Николаевич — от Заводского избирательного округа № 96 г. Мелеуза.
- Лобанов, Анатолий Капитонович — от Нового избирательного округа № 114 г. Салавата.
- Лукманов, Ильвер Ануарбакович — от Чекмагушевского избирательного округа № 271 Чекмагушевского района.
- Лукьянчикова, Любовь Алексеевна — от Станкостроительного избирательного округа № 134 г. Стерлитамака.
- Магадеев, Марат Шарифович — от Юго-Западного избирательного округа № 140 г. Стерлитамака.
- Магазов, Риза Шаихъянович — от Новороссийского избирательного округа № 2 Демского района г. Уфы.
- Мамлеев, Рашит Фаритович — от Российского избирательного округа № 37 Октябрьского района г. Уфы.
- Мамцев, Александр Николаевич — от Заречного избирательного округа № 97 г. Мелеуза.
- Махмутянов, Каримян Мубаракович — от Урмиязовского избирательного округа № 158 Аскинского района.
- Машкин, Федор Иванович — от Ашкадарского избирательного округа № 251 Стерлитамакского района.
- Мельников, Анатолий Иванович — от Нежинского избирательного округа № 49 Орджоникидзевского района г. Уфы.
- Мерзляков, Владимир Филиппович — от Приютовского избирательного округа № 73 г. Белебея.
- Мещеряков, Григорий Андриянович — от Новоартаульского избирательного округа № 278 Янаульского района.
- Миргалиев, Ринат Хатмуллинович — от Шариповского избирательного округа № 235 Кушнаренковского района.
- Миргасимов, Феликс Миргарифович — от Малиновского избирательного округа № 171 Белебеевского района.
- Миронов, Валерий Гавриилович — от Ульяновского избирательного округа № 56 Орджоникидзевского района г. Уфы.
- Мирсаев, Рамиль Нурыевич — от Аслыкульского избирательного округа № 195 Давлекановского района.
- Михайлов, Владимир Сергеевич — от Благовещенского избирательного округа № 185 Благовещенского района.
- Мороз, Галина Ивановна — от Худайбердинского избирательного округа № 137 г. Стерлитамака.
- Мулюков, Галинур Мухаррямович — от Яшергановского избирательного округа № 250 Стерлибашевского района.
- Мусин, Разил Ситдикович — от Асяновского избирательного округа № 201 Дюртюлинского района.
- Мусин, Хабир Халяфович — от Биккуловского избирательного округа № 242 Миякинского района.
- Мухаметдинов, Радил Кияметдинович — от Арслановского избирательного округа № 272 Чишминского района.
- Мухаметов, Исфар Фаткулисламович — от Транспортного избирательного округа № 41 Октябрьского района г. Уфы.
- Насибуллин, Салахутдин Гильмутдинович — от Горняцкого избирательного округа № 122 г. Сибай.
- Насретдинов, Фаварис Ханифович — от Старобикметовского избирательного округа № 190 Бураевского района.
- Нигматуллин, Акрам Агзамович — от Зауральского избирательного округа № 163 Баймакского района.
- Никитин, Александр Васильевич — от Кош-Елгинского избирательного округа № 180 Бижбулякского района.
- Никитин, Пётр Ильич — от Бакалинского избирательного округа № 166 Бакалинского района.
- Носов, Олег Николаевич — от Нефтепромыслового избирательного округа № 110 г. Октябрьского.
- Оренбуркина, Раиса Павловна — от Шафиевского избирательного округа № 43 Октябрьского района г. Уфы.
- Панов, Евгений Иванович — от Гончаровского избирательного округа № 6 Калининского района г. Уфы.
- Папернюк, Александр Яковлевич — от Привокзального избирательного округа № 66 Советского района г. Уфы.
- Пастухов, Василий Васильевич — от Яныбаевского избирательного округа № 174 Белокатайского района.
- Певцов, Владимир Андреевич — от Архитектурного избирательного округа № 5 Калининского района г. Уфы.
- Пеннер, Петр Исаакович — от Калинниковского избирательного округа № 181 Бирского района.
- Перин, Борис Александрович — от Нагаевского избирательного округа № 261 Уфимского района.
- Петров, Александр Леонидович — от Мушниковского избирательного № 10 Калининского района г. Уфы.
- Попов, Николай Петрович — от Профсоюзного избирательного округа № 30 Ленинского района г. Уфы.
- Протасов, Николай Михайлович — от Железнодорожного избирательного округа № 60 Советского района г. Уфы.
- Протопопов, Владимир Васильевич — от Камского избирательного округа № 99 г. Нефтекамска.
- Рабухин, Павел Семенович — от Делегатского избирательного округа № 32 Октябрьского района г. Уфы.
- Ражетдинов, Урал Загафранович — от Ухтомского избирательного округа № 3 Демского района г. Уфы.
- Разгоняев, Николай Федорович — от Девонского избирательного округа № 107 г. Октябрьского.
- Рахимов, Муртаза Губайдуллович — от Юмагузинского избирательного округа № 231 Кугарчинского района.
- Рахматуллин, Анас Сагидуллович — от Шахтёрского избирательного округа № 91 г. Кумертау.
- Резбаев, Марат Кашапович — от Уральского избирательного округа № 136 г. Стерлитамака.
- Резяпов, Виктор Семенович — от Рязанского избирательного округа № 39 Октябрьского района г. Уфы.
- Ржевский, Владимир Петрович — от Верхне-Авзянского избирательного округа № 175 Белорецкого района.
- Ростовцев, Александр Михайлович — от Тастубинского избирательного округа № 199 Дуванского района.
- Рыбаков, Сергей Дмитриевич — от Машиностроительного избирательного округа № 9 Калининского района г. Уфы.
- Рыбалко, Василий Михайлович — от Языковского избирательного округа № 184 Благоварского района.
- Саватнеев, Савген Курмилович — от Толбазинского избирательного округа № 160 Аургазинского района.
- Сагидуллин, Рамиль Шайдуллинович — от Кандринского избирательного округа № 142 г. Туймазы.
- Саетгалиев, Зифкат Исламович — от Ангасякского избирательного округа № 200 Дюртюлинского района.
- Саитов, Марат Шакирович — от Утреннего избирательного округа № 25 Кировского района г. Уфы.
- Сайфуллин, Франис Аскарьянович — от Месягутовского избирательного округа № 198 Дуванского района.
- Самигуллин, Рафаэль Исхакович — от Верхнеяркеевского избирательного округа № 212 Илишевского района.
- Самсонова, Галина Алексеевна — от Стерлинского избирательного округа № 135 г. Стерлитамака.
- Саниев, Ильяс Сагитович — от Старокандринского избирательного округа № 257 Туймазинского района.
- Саутин, Владимир Николаевич — от Архангельского избирательного округа № 155 Архангельского района.
- Сафаргалин, Гильман Зайнагалиевич — от Бурзянского избирательного округа № 191 Бурзянского района.
- Сафиуллина, Альмира Муратовна — от Авангардовского избирательного округа № 125 г. Стерлитамака.
- Сафронов, Леонид Павлович — от Камеевского избирательного округа № 240 Мишкинского района.
- Сахабутдинов, Занфир Абзалович — от Ибрагимовского избирательного округа № 273 Чишминского района.
- Свободин, Николай Михайлович — от Пугачёвского избирательного округа № 265 Фёдоровского района.
- Сигаков, Николай Иванович — от Мусинского избирательного округа № 113 г. Салавата.
- Силиванов, Айрат Имамутдинович — от Услинского избирательного округа № 253 Стерлитамакского района.
- Ситдыкова, Гузаль Рамазановна — от Инзерского избирательного округа № 176 Белорецкого района.
- Скутин, Александр Николаевич — от Сочинского избирательного округа № 23 Кировского района г. Уфы.
- Сократов, Анатолий Сакриевич — от Краснохолмского избирательного округа № 217 Калтасинского района.
- Сологуб, Валерий Александрович — от Харьковского избирательного округа № 68 Советского района г. Уфы.
- Старцев, Михаил Гаврилович — от Коммунаровского избирательного округа № 47 Орджоникидзевского района г. Уфы.
- Старченко, Виктор Павлович — от Зириклинского избирательного округа № 275 Шаранского района.
- Стрелков, Сергей Иванович — от Федоровского избирательного округа № 266 Федоровского района.
- Сулейманов, Мидхат Махмутович — от Новостроевского избирательного округа № 36 Октябрьского района г. Уфы.
- Султанов, Мухаметкамиль Шафикович — от Балтийского избирательного округа № 208 Иглинского района.
- Сырлыбаев, Рим Ашрафович — от Акмурунского избирательного округа № 162 Баймакского района.
- Таминдаров, Ринат Гиниятович — от Бурлинского избирательного округа № 192 Гафурийского района.
- Терегулов, Флорид Шамилевич — от Городского избирательного округа № 141 г. Туимазы.
- Титов, Борис Иванович — от Интернационального избирательного округа № 7 Калининского района г. Уфы.
- Титов, Вячеслав Михайлович — от Шахтауского избирательного округа № 138 г. Стерлитамака.
- Трофимов, Владимир Иванович — от Цимлянского избирательного округа № 14 Калининского района г. Уфы.
- Тулибаев, Марат Сайфуллович — от Абзановского избирательного округа № 204 Зианчуринского района.
- Тюгаев, Прокофий Федорович — от Учебного избирательного округа № 119 г. Салавата.
- Ульянов, Александр Евгеньевич — от Сталепроволочного избирательного округа № 79 г. Белорецка.
- Уразбаев, Булат Насырович — от Айского избирательного округа № 58 Советского района г. Уфы.
- Уралбаев, Радий Рауфович — от Таналыкского избирательного округа № 164 Баймакского района.
- Фазлиахметов, Ирек Юнусович — от Кигинского избирательного округа № 225 Кигинского района.
- Файзрахманов, Ришат Шарипович — от Мингажевского избирательного округа № 62 Советского района г. Уфы.
- Файрушин, Дамир Зуфарович — от Карламанского избирательного округа № 222 Кармаскалинского района.
- Фаррахетдинов, Равиль Гуссаметдинович — от Нижегородского округа № 29 Ленинского района г. Уфы.
- Фаттахов, Рафаэль Салихович — от Кушнаренковского избирательного округа № 234 Кушнаренковского района.
- Федорин, Иван Сергеевич — от Давлекановского избирательного округа № 197 Давлекановского района.
- Фролов, Геннадий Николаевич — от Шаранского избирательного округа № 276 Шаранского района.
- Хабибуллин, Равмер Хасанович — от Акъярского избирательного округа № 267 Хайбуллинского района.
- Хажиев, Ризван Закирханович — от Леузинского избирательного округа № 226 Кигинского района.
- Хакимов, Мидхат Гайнанович — от Курчатовского избирательного округа № 129 г. Стерлитамака.
- Хакимов, Миллят Ташбулатович — от Абзелиловского избирательного округа № 149 Абзелиловского района.
- Халиков, Айдар Шарифьянович — от Ирандыкского избирательного округа № 123 г. Сибая.
- Халиков, Халил Мирзаянович — от Андреевского избирательного округа № 211 Илишевского района.
- Хамитов, Рустем Закиевич — от Гагаринского избирательного округа № 45 Орджоникидзевского района г. Уфы.
- Хамитов, Эдуард Шайхуллович — от Зенцовского избирательного округа № 19 Кировского района г. Уфы.
- Харисов, Фагим Хатимович — от Старокуручевского избирательного округа № 168 Бакалинского района.
- Харисов, Фарит Мутагарович — от Кувыкинского избирательного округа № 101 г. Нефтекамска.
- Харрасов, Рашит Мирхадиевич — от Балтачевского избирательного округа № 169 Балтачевского района.
- Хасанов, Ринат Шаймуллович — от Зеленорощинского избирательного округа № 18 Кировского района г. Уфы.
- Хасанов, Фанир Миннигалимович — от Зирганского избирательного округа № 237 Мелеузовского района.
- Хисамутдинов, Рабис Акмалович — от Ермекеевского избирательного округа № 202 Ермекеевского района.
- Худяков, Владимир Александрович — от Затонского избирательного округа № 28 Ленинского района г. Уфы.
- Хужин, Валериан Давлетшинович — от Старобазановского избирательного округа № 182 Бирского района.
- Хусаинов, Искандар Хасанович — от Касевского избирательного округа № 100 г. Нефтекамска.
- Хуснияров, Наиль Шакирьянович — от Старокалмашевского избирательного округа № 270 Чекмагушевского района.
- Целищев, Борис Валентинович — от Плехановского № 11 Калининского района г. Уфы.
- Чепайкин, Валерий Васильевич — от Белореченского избирательного округа № 75 г. Белорецка.
- Черенков, Александр Александрович — от Черниковского избирательного округа № 15 Калининского района г. Уфы.
- Шагиев, Марс Хзырович — от Бурибаевского избирательного округа № 268 Хайбуллинского района.
- Шакиров, Ахматнур Салихович — от Энергетического избирательного округа № 104 г. Нефтекамска.
- Шакиров, Магнавий Мавлиевич — от Каинлыковского избирательного округа № 189 Бураевского района.
- Шакиров, Мидхат Ахметович — от Агидельского избирательного округа № 227 Краснокамского района.
- Шамсутдинов, Рашид Магадиевич — от Абдрашитовского избирательного округа № 152 Альшеевского района.
- Шангареев, Минзагит Музагитович — от Старотуймазинского избирательного округа № 258 Туймазинского района.
- Шаретдинов, Эдуард Фавзиевич — от Иковского избирательного округа № 108 г. Октябрьского.
- Шарифуллин, Фан Шамсуллович — от Ямадинского избирательного округа № 279 Янаульского района.
- Шафикова, Закира Разетдиновна — от Ямадинского избирательного округа № 279 Янаульского района.
- Шаяхметов, Анас Нугуманович — от Серменевского избирательного округа № 177 Белорецкого района.
- Шаяхметов, Ильдар Тимергасимович — от Рсаевского избирательного округа № 213 Илишевского района.
- Шибин, Александр Васильевич — от Ростовского избирательного округа № 38 Октябрьского района г. Уфы.
- Шишков, Анатолий Ильич — от Валентиновского избирательного округа № 156 Архангельского района.
- Шугаев, Рим Салимуллович — от Янгискаинского избирательного округа № 194 Гафурийского района.
- Щепотин, Анатолий Кондратьевич — от Вокзального избирательного округа № 95 г. Мелеуза.
- Юнусов, Забир Кабирович — от Николаевского избирательного округа № 262 Уфимского района.
- Юрин, Александр Сергеевич — от Институтского избирательного округа № 46 Орджоникидзевского района г. Уфы.
- Юсупов, Борис Хафизович — от Бик-Карамалинского избирательного округа № 196 Давлекановского района.
- Ягафаров, Магасум Мутагарович — от Кузеевского избирательного округа № 186 Буздякского района.
- Ялаев, Тимерьян Сахабетдинович — от Новобалтачевского избирательного округа № 269 Чекмагушевского района.
- Янбаев, Марат Салаватович — от Поляковского избирательного округа № 264 Учалинского района.
- Яппаров, Равиль Вафиевич — от Лесного избирательного округа № 91 г. Кумертау.
- Яркина, Валентина Николаевна — от Комсомольского избирательного округа № 33 Октябрьского района г. Уфы.
- Ярмухаметов, Зиннур Губайдуллович — от Рудничного избирательного округа № 124 г. Сибая.